# Алагич, Итан
Итан Алагич (англ. Ethan Alagich; род. 18 декабря 2003, Аделаида) — австралийский футболист, полузащитник клуба «Аделаида Юнайтед».

## Клубная карьера
Алагич — воспитанник клуба «Аделаида Юнайтед». 30 июля 2022 года в поединке Кубка Австралии против «Ньюкасл Юнайтед Джетс» игрок дебютировал за основной состав. 10 августа в матче против новозеландского «Веллингтон Феникс» он дебютировал в А-Лиге. 27 декабря 2024 года в поединке против «Уэстерн Сидней Уондерерс» Итан забил свой первый гол за «Аделаида Юнайтед».